# Parc territorial Qikiqtaruk
Le parc territorial Qikiqtaruk (en anglais : Herschel Island-Qikiqtaruk Territorial Park) est un parc territorial du Yukon, au Canada. Le parc est constitué de l'ensemble des 116 kilomètres carrés de l'île Herschel. L'île est située au nord du Yukon dans la mer de Beaufort. Le parc est connu pour sa grande colonie de guillemots à miroir.

## Histoire
Les premières traces humaines de la côte nord du Yukon datent d'environ 9 000 ans avant aujourd'hui. Les premières traces d'occupation humaine datent de la culture de Thulé vers 1200 et l'île est occupée au moins jusqu'à 1600. Les meilleurs sites archéologiques datent de vers 1750, avant que les Européens n'arrivent dans la région. L'île Herschel est un centre important pour les Inuvialuits, en particulier pour la chasse à la Baleine boréale.
Le premier Européen à mentionner l'île est John Franklin en 1826. L'île avait alors trois campements inuvialuits. La population autochtone de l'île connait un déclin rapide pour être réduite à 90 % vers 1900, principalement en raison de la grippe. Les baleiniers américains vont s'établir et hiverner à l'île Herschel entre 1890 et 1912. Une mission anglicane va s'installer sur l'île à partir de 1893. Le déclin de la ressource baleinière va profondément modifier leurs habitudes de chasse et de commerce, ces derniers vont se mettre la trappe des fourrures. Un poste de traite de la compagnie de la Baie d'Hudson est ouvert en 1912. Pour assurer la souveraineté du Canada, la police montée du Nord-Ouest va ouvrir un poste sur l'île en 1903. 

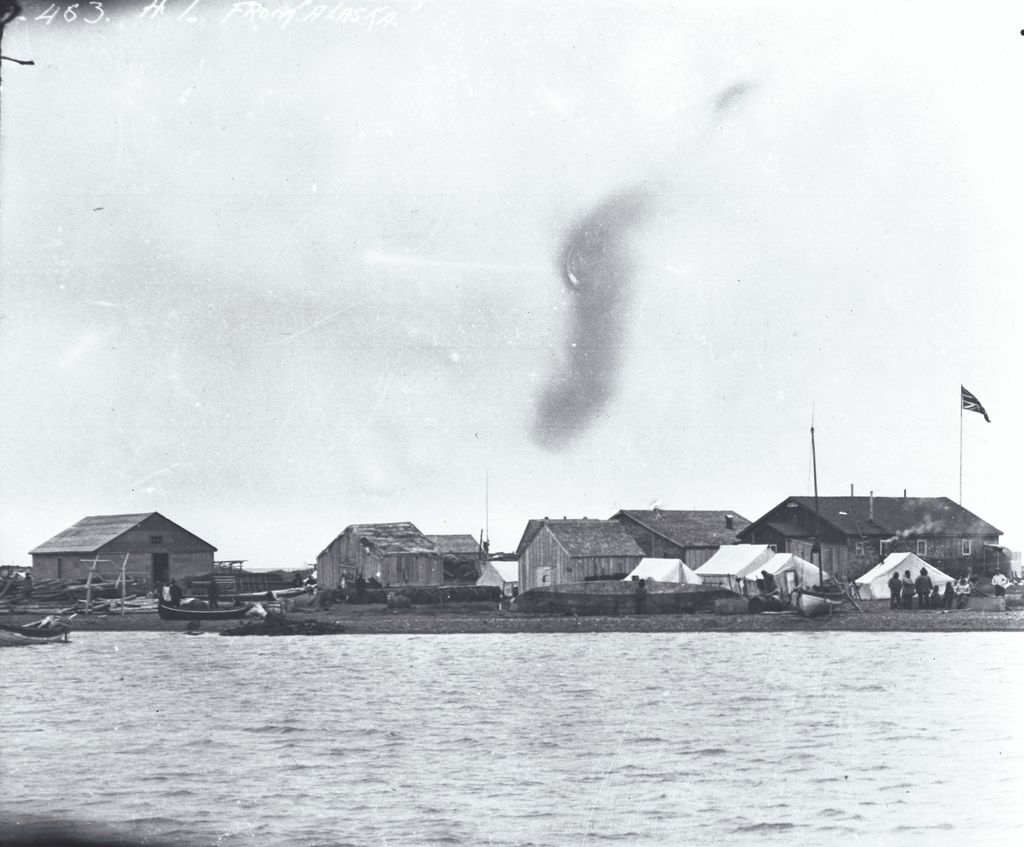
Habitations à l'île Herschel en 1916.

À la suite de la Première Guerre mondiale, l'activité économique des Inuvialuits va se déplacer vers le delta du Mackenzie. La mission anglicane ferme ses portes en 1920, le poste de police en 1931 le poste de traite en 1938. Jusque dans les années 1970, une famille Inuvialuit habitait Pauline Cove à l'année et continuait d'occuper l'île durant l'été jusqu'en 2012.
La création du parc fait suite à la convention définitive des Inuvialuit ratifiée en 1984 entre les Inuvialuits et le Gouvernement du Canada. L'accord prévoit que l'île Herschel soit administrée en tant que parc territorial du Yukon. Les bâtiments de la station baleinière sont transférés au Yukon en 1983 et le reste de l'île le 31 janvier 1985. Le parc est créé 30 juillet 1987. Un plan de gestion est établi en 1991, et ce dernier est refait en 2006 et 2019.